# فلاديمير دفاليشفيلي
فلاديمير دفاليشفيلي (بالإنجليزية: Vladimir Dvalishvili)‏ (مواليد 20 أبريل 1986 في تبليسي) لاعب كرة قدم جورجي دولي يجيد اللعب في خط الهجوم . يلعب حاليا لصالح نادي مكابي حيفا الإسرائيلي منذ 2009 .

## روابط خارجية
- فلاديمير دفاليشفيلي على موقع الاتحاد الدولي (مؤرشف)  (الإنجليزية)
- فلاديمير دفاليشفيلي على موقع الاتحاد الأوربي (الإنجليزية)
- فلاديمير دفاليشفيلي على موقع قاعدة بيانات كرة القدم.إي يو (الإنجليزية)
- فلاديمير دفاليشفيلي على موقع ناشيونال فوتبول تيمز (الإنجليزية)
- فلاديمير دفاليشفيلي على موقع Soccerbase.com (لاعب) (الإنجليزية)
- فلاديمير دفاليشفيلي على موقع Soccerway.com (الإنجليزية)
- فلاديمير دفاليشفيلي على موقع عالم كرة القدم.نت (الإنجليزية)
- فلاديمير دفاليشفيلي على موقع AS.com (الإسبانية)